# Franca Stagi
Franca Stagi (née à Modène le 26 août 1937 et morte dans la même ville le 11 décembre 2008) est une architecte italienne. Après une collaboration avec l'architecte Cesare Leonardi (it), elle travaille de façon indépendante dans la restauration de bâtiments anciens, principalement dans sa ville de Modène.

## Biographie
Franca Stagi obtient un diplôme en architecture à l'École polytechnique de Milan en 1962 et, la même année, obtient l'habilitation professionnelle. 
Elle est l'épouse du sénateur Arrigo Morandi (it) (1927-2002).
En 1963, elle s'inscrit à l'ordre des architectes de Bologne et ouvre un bureau d'architecture à Modène avec l'architecte Cesare Leonardi (1935-2021), avec qui elle collabore jusqu'en 1984. Ils se spécialisent dans l'architecture, l'urbanisme et le design industriel.
Dans un premier temps, en collaboration avec Cesare Leonardi, elle réalise, entre autres, le centre aquatique de Vignola, le centre aquatique de Mirandola, les parcs Amendola à Modène et Pontesanto à Imola. Ils remportent également des concours publics importants, comme le Parc de la résistance à Modène et le cimetière de San Cataldo.
En 1982, ils publient L'architettura degli alberi qui étudie plus de 200 espèces d'arbres avec de nombreuses illustrations, l'analyse des ombres et les variations chromatiques pour la conception d'espaces verts. la Fondation Cartier pour l'art contemporain publie le livre en français en 2019 sous le titre L'architecture des arbres.
Durant les années 1960 et 1970, ils créent des meubles, luminaires et autres objets de décoration, utilisant les matériaux comme la fibre de verre  économique, résistante et esthétique.  
Le fauteuil à bascule Dondolo, conçu en 1968, est moulé d'une seule pièce en fibre de verre et présenté à l’exposition Italy : The new Domestic Landscape à New York en 1972,. 
Ensemble, ils conçoivent en 1961 le fauteuil Ruban CL9 créé pour Bernini, constituée d’une bande continue en fibre de verre soutenue par un tube en acier chromé.  
Pour Fiarm Italy, ils créent la table basse Kappa en 1970, elle aussi en fibre de verre. Le plateau est plié à la façon d'un origami, créant un espace vide au centre pour ranger des magazines.
À partir de 1985 et jusqu'à son décès en 2008, Franca Stagi travaille de façon indépendante.  Elle privilégie la restauration et la réhabilitation des éléments architecturaux historiques des centres urbains. Parmi les projets réalisés, dans le centre historique de Modène, la restauration du Foro Boario, siège de la Faculté d'économie et de commerce de l'Université de Modène, la restauration de l'église et du collège de San Carlo, le quartier San Paolo, la réaffectation du complexe Sant'Eufemia en institut universitaire, le réaménagement du Palais des musées, la restauration du théâtre municipal et de la synagogue de la Piazza Mazzini. Elle construit également l'école maternelle Sandra Forghiei à Modène. 
En dehors de Modène, elle dirige la restauration de la Cathédrale de Santa Maria Assunta à Carpi.
Elle publie l grand portique de la piazza d'Armi en collaboration avec Patrizia Curti. 
Après sa mort, en 2008, la famille a fait don des archives professionnelles de Franca Stagi à la municipalité de Modène. Elles sont conservées dans la bibliothèque Luigi Poletti qui organise, en 2012 une exposition portant sur huit projets de restauration, Il progetto continuo: i restauri di Franca Stagi per Modena (Le projet continue : les restaurations de Franca Stagi pour Modène),.

## Notoriété
Des œuvres de Franca Stagi et Leonardo Cesari sont visibles notamment au Moma, au Design Museum Brussels, au musée national de Norvège et au Vitra design museum.  
Les deux architectes ont participé aux expositions internationales du meuble de 1968-69 à Milan et à Cologne et à l'exposition «Design for Living, Italian Style» de 1970 à Londres. Le fauteuil à bascule Dondolo a été exposé la première fois au Salone del Mobile Italiano de Milan en 1968, puis lors des expositions Chaises modernes 1918-1970 de la Whitechapel Gallery en 1970, Italy : The new Domestic Landscape à New York en 1972 et Design Since 1945 du Philadelphia Museum of Art en 1983-1984.  